# Agrosoma glyphalis
Agrosoma glyphalis är en insektsart som beskrevs av Medler 1960. Agrosoma glyphalis ingår i släktet Agrosoma och familjen dvärgstritar. Inga underarter finns listade i Catalogue of Life.